# پتشیتسه (ناحیه پریبرام)
پتشیتسه (به چکی: Pečice) یک منطقهٔ مسکونی در جمهوری چک است که در ناحیه پریبرام واقع شده‌است. پتشیتسه ۳۶۶ نفر جمعیت دارد و ۵۰۴ متر بالاتر از سطح دریا واقع شده‌است.